# Aliates
Aliates (siglo VI a. C.), fue el cuarto rey de Lidia de la dinastía mermnada. Su reinado duró desde aproximadamente el 600 a. C. hasta el 560 a. C.

## Contexto histórico
Tras Giges, Ardis y Sadiates, Aliates fue el cuarto rey de Lidia. Su nombre puede que derive de la palabra lidia walwi ("león"). El padre y abuelo de Aliates habían consolidado el reino en la Anatolia occidental, y Aliates se embarcó en una política de conquista. En honor a la verdad, sus campañas anuales contra Mileto habían empezado seis años antes de que se convirtiera en nuevo rey. Desconocemos si fue él mismo como príncipe o su padre como rey quien había tomado la decisión de atacar.

## Política exterior en el oeste
Según el historiador griego Heródoto de Halicarnaso, Aliates incursionó contra Colofón y tomó Esmirna, y atacaba el territorio milesio año tras año, pero se limitaba a saquear campos y cultivos. El lidio sabía que era inútil el asedio a Mileto con el dominio del mar que esta ciudad tenía junto al apoyo de Quíos (ciudad que, a su vez, había sido apoyada por Mileto en un conflicto anterior contra Eritras), así que durante las campañas dejaba intactas las casas de los milesios, para que estos, conservando un lugar donde vivir, siguieran cultivando y Aliates pudiera llevarse algo al año siguiente.
Tras la quinta campaña, las dos partes sellaron un acuerdo de paz. Los términos exactos de este tratado son inciertos, pero Mileto permaneció independiente y los lidios ofrecieron reconstruir uno de los templos milesios (según Heródoto, el de Atenea Asesia). Lo que ganó Aliates con el tratado se desconoce, pero está claro que algo tuvo que recibir a cambio. Sus campañas anuales habían sido muy fáciles y la guerra, en su conjunto, era exitosa y barata. Quizás recibió algo como una concesión de comercio, o una alianza militar, o quizás Aliates simplemente necesitaba asegurar su frontera occidental porque en el este estaba a punto de estallar una guerra nueva contra los medos. Independientemente de los acuerdos alcanzados, Aliates envió grandes ofrendas al Oráculo de Delfos.
Hasta ese momento, Aliates había tenido éxito donde su bisabuelo Giges había fracasado: los lidios capturaron Esmirna (confirmado por arqueólogos). A pesar de que un ataque posterior a Clazómenas no tuvo el resultado esperado, los lidios controlaban ya dos puertos (Esmirna y Colofón), y ejercían cierta influencia en Mileto. Esto significa que controlaban los ríos Meandro, Caístro y Hermo. También eran los amos de la Tróade.

## Política exterior en el este
En el este, Aliates conquistó la antigua capital del reino frigio Gordio, construyendo una fortaleza. La expansión lidia había alcanzado la Anatolia central, lo que dio paso a nuevos problemas. Por ejemplo, los cimerios, quienes habían tomado Frigia en el pasado, aún permanecían activos como amenaza. Aliates fue capaz de derrotarlos, aunque es posible que su victoria no fuera tan espectacular como debía parecer a sus contemporáneos. Tras sus primeras incursiones, las tribus nómadas normalmente se asentaban perdiendo agresividad. Probablemente los cimerios se habrían convertido en sedentarios por aquellos tiempos, por lo que Aliates simplemente fanfarroneó acerca de que había derrotado a un peligroso enemigo.
Los medos fueron otro enemigo. En el 612 a. C., habían derrotado a los asirios en alianza con los babilonios. Nínive había sido saqueada y los medos y babilonios se dividieron el imperio que tiempo atrás había unificado por completo el Oriente Próximo. Más tarde, el rey medo Ciáxares entró en el Asia Menor desde el este, a través de Armenia, invadiendo Capadocia. Durante cinco años lucharon medos y lidios repartiéndose por igual las victorias sin resultado definitivo.
Según Heródoto, en el transcurso de una batalla el 28 de mayo del 585 a. C., se produjo un eclipse total de sol (predicho con anterioridad por Tales de Mileto a los jonios). Acabado este, ambos bandos decidieron sellar la paz, la cual fue negociada por Siénesis, rey de Cilicia, y por Labineto de Babilonia (Labineto es probablemente el mismo hombre que posteriormente se convertiría en el último rey de Babilonia, Nabónido, o el nombre que Heródoto asigna a Nabucodonosor II). Para legitimar el tratado, Arienis, hija de Aliates, fue dada en matrimonio a Astiages, hijo de Ciáxares.
La frontera entre Lidia y Media fue establecida en el río Halys. Heródoto ofrece una lista de naciones que estaban sujetas al dominio del hijo de Aliates, Creso:

Todas las naciones que moran más acá del río Halys, fueron conquistadas por Creso y sometidas a su gobierno, a excepción de los Cilicios y de los Licios. Su imperio se componía por consiguiente de los de los Lidios, Frigios, Misios, Mariandinos, Cálibes, Paflagonios, Tracios, Tinos y Bitinios; como también de los Carios, Jonios, Dorios, Eolios y Pánfilos.

A pesar de que la lista se refiere a la situación hacia el 550 a. C., es probable que la mayor parte de estas tribus fueran conquistadas ya por Aliates. Los misios, mariandinos, cálibes, paflagonios, tracios, tinos y bitinios vivían en la Tróade y a lo largo de las orillas meridionales del mar Negro y ya estaban sujetos al dominio de Aliates. Los dorios, jonios y eolios eran los griegos del Asia Menor. Los carios habían sido aliados de los lidios, pero es probable que quedaran sujetos a la jurisdicción lidia tras un matrimonio diplomático (la madre de Creso era caria). Esto nos deja sólo con los pánfilos como nueva conquista. Quizás fueran subyugados por Creso, aunque el reinado de 40 años de Aliates deja margen suficiente como para una campaña en Panfilia.

## Descendientes
Aliates tuvo al menos dos esposas: una mujer caria que dio a luz a Arienis y Creso (su sucesor), y una mujer griega que fue la madre de Pantaleón. Cuando Aliates falleció, no estaba claro quien debía sucederle y el resultado fue una disputa civil entre hermanos.
De igual forma que el resto de reyes de la familia, Aliates fue enterrado en el cementerio real de Bin Tepe, en la llanura de Sardes.
| Predecesor: Sadiates | Reyes de Lidia hacia 600-560 a. C. | Sucesor: Creso |